# Coțofenești, Prahova
Coțofenești este un sat în comuna Vărbilău din județul Prahova, Muntenia, România.

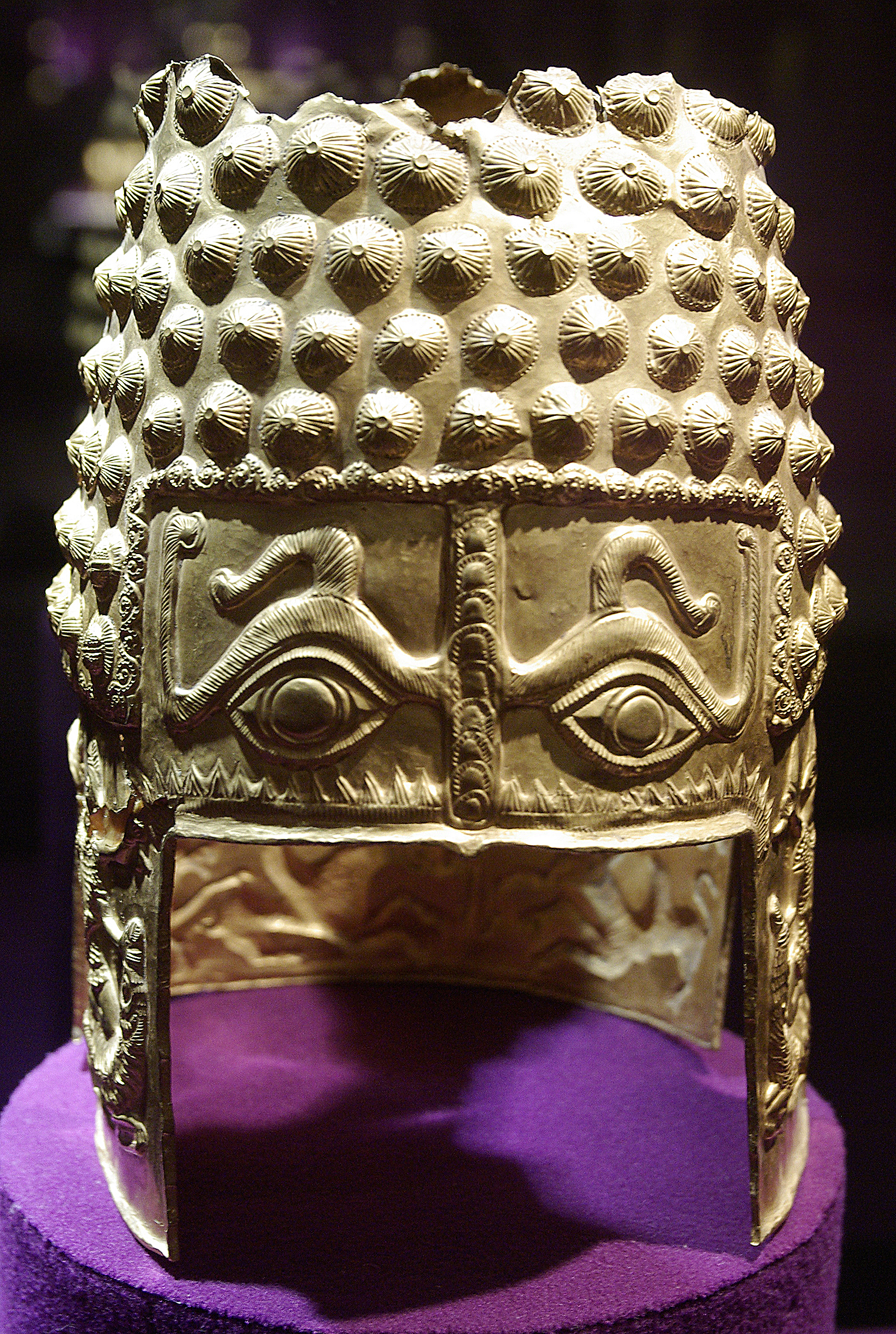
Coiful dacic de la Coțofenești

În Coțofenești a fost descoperit un coif geto-dac, cunsocut sub denumirea de Coiful dacic de la Coțofenești.